# Куты (Черниговская область)
Куты (укр. Кути) — село в Прилукском районе Черниговской области Украины на реке Лысогор. Население — 32 человека. Занимает площадь 0,143 км².
Код КОАТУУ: 7425186002. Почтовый индекс: 17302. Телефонный код: +380 4639.

## Власть
Орган местного самоуправления — Сребнянская поселковая община. Почтовый адрес: 17300, Черниговская обл., Прилукский р-н, п. Сребное, ул. Мира, 43а.